# 재세포화
재세포화(再細胞化, recellularization)는 세포를 제거하여 모양만 남은 생체조직을 다시 세포로 채우는 기술이다. 생체세포를 이용한 장기 배양에 사용된다.

## 같이 보기
- 탈세포화